# Bobrov, Rusia
Bobrov (ru. Бобров ) este un oraș în partea de vest a Federației Ruse, în Regiunea Voronej. La recensământul din 2002 avea o populație de 20.806 locuitori. Localitatea a fost fondată în 1698 cu numele de Bobrovskaya Sloboda. În 1779 este declarat oraș și primește denumirea actuală.